# Chetogaster pellucida
Chetogaster pellucida är en tvåvingeart som beskrevs av Paramonov 1954. Chetogaster pellucida ingår i släktet Chetogaster och familjen parasitflugor. Inga underarter finns listade i Catalogue of Life.